# Європейський банківський союз

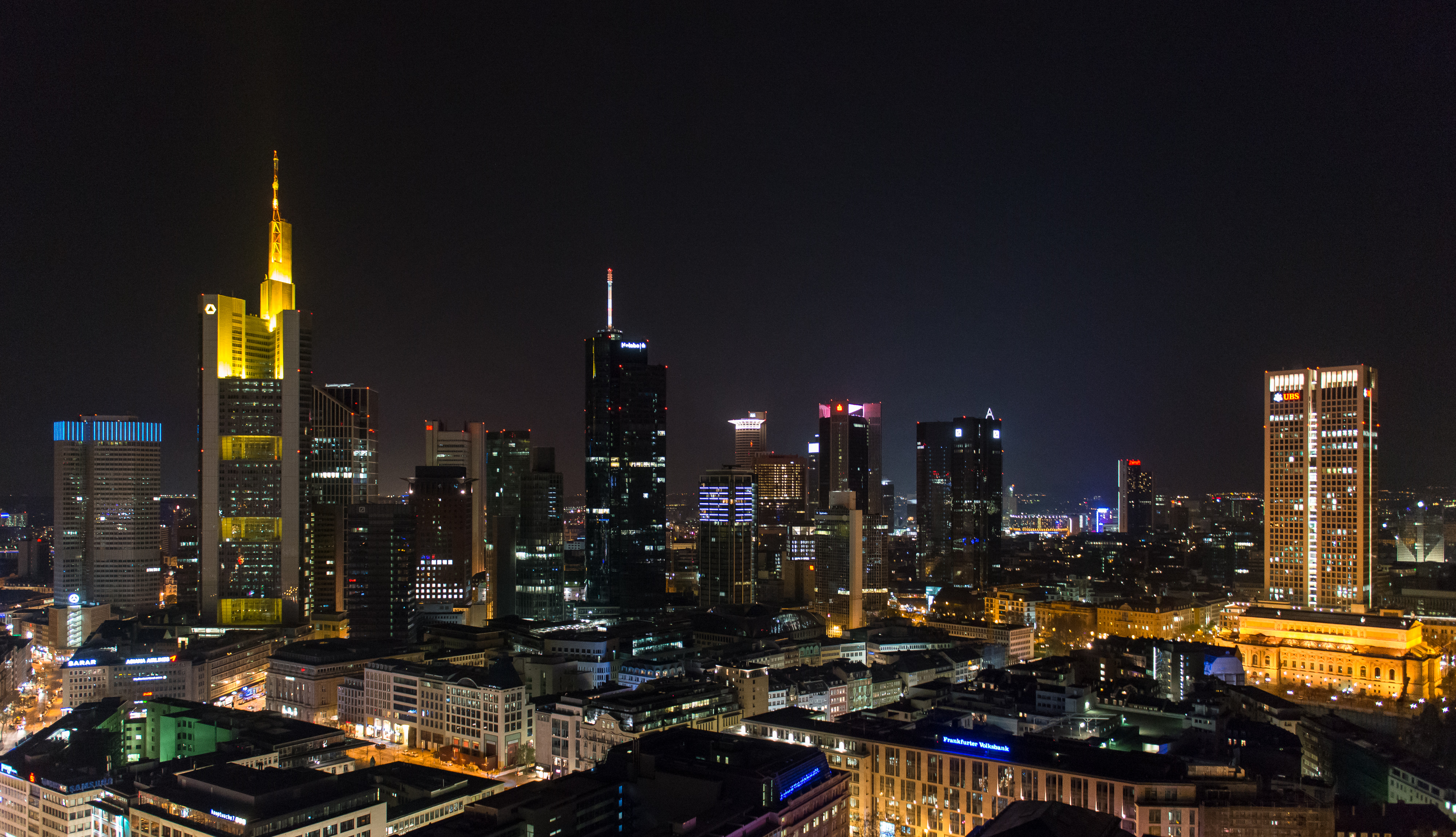
Фінансовий район Франкфурта, який отримав прізвисько Майнгеттен за центр міста, наповнений хмарочосами біля річки Майн. Багато банків, розташованих тут, більше не контролюються німецьким Бундесбанком, а європейським ЄЦБ.

Європейський банківський союз — банківський проєкт Європейського Союзу. Це відповідь європейських країн на банківську кризу яка проявлялася в різних формах у різних частинах Європи, але була найбільш помітною в державах єврозони після 2009 року як наслідок світової фінансово-економічної кризи. Банківський союз базується на трьох основних компонентах: спільному банківському нагляді, механізмі врегулювання банківських криз та системі страхування депозитів для клієнтів банків. "Наразі функціонують лише перші два компоненти. Політичні переговори між державами-членами щодо третього компоненту наразі зайшли в глухий кут і немає згоди щодо його форми.

## Участь у Банківському союзі
Участь у Банківському союзі є обов'язковою для країн, що розраховуються єдиною валютою. Інші члени ЄС можуть приєднатися, встановивши так звану “тісну співпрацю” з Європейським центральним банком (ЄЦБ) і таким чином стати членами банківського союзу без запровадження євро.
Після того, як Болгарія та Хорватія подали заявку на вступ до Банківського союзу, ЄЦБ 10 липня 2020 року вирішив налагодити тісну співпрацю з їхніми  центральними банками, що зробило Болгарію та Хорватію першими країнами, які не входять до єврозони, але змогли приєднатися до Банківського союзу. Це сталося 1 жовтня 2020 року, згодом Хорватія приєдналася до єврозони, а саме 1 січня 2023 року. Таким чином, наразі до Банківського союзу входить близько 20 країн.
Данія та Швеція, які також поки що не впроваджували євро, розглядають можливість, приєднатися до банківського союзу.  Мотивація цих країн певною мірою  пов'язана з тим, що найбільша скандинавська банківська група Nordea вирішувала питання про перенесення своєї штаб-квартири зі Швеції та вступу до банківського союзу. Швеція була зацікавлена в тому, щоб Nordea залишилася у них, Данія в свою чергу була зацікавлена в тому, щоб банк переніс свою штаб-квартиру до неї. Однак, банк вирішив негайно перенести свою штаб-квартиру до Фінляндії, що є країною в обігу якої євро, а отже, автоматично є членом банківського союзу.

## Основна мета Європейського банківського союзу
Європейський банківський союз має на меті створити стабільну та захищену фінансову систему в єврозоні та знизити залежність держав від підтримки банків, які в разі кризи можуть вимагати значної фінансової допомогти. Уряди, намагаючись запобігти банківському колапсу у власній країні, змушені були брати борги на фінансових ринках, щоб врятувати банки крах яких міг би призвести до значних втрат. Проте, це лише погіршувало становище, оскільки зростання державного боргу призводило до ускладнення його виплати. Це, в свою чергу, негативно впливало на банки, чиї активи здебільшого складалися з облігацій, які знецінювались у процесі.
Однак, більш поширеним у ЗМІ мотивом банківського союзу є твердження, що держави, а точніше платники податків, більше ніколи не повинні платити за банкрутство своїх банків. Дійсно, механізм врегулювання кризових ситуацій передбачає фонд врегулювання, який неодмінно фінансується самими європейськими банками, і будь-які антикризові операції будуть оплачуватися з цих фондів. Будь-яке відшкодування цього фонду з державного бюджету має бути фіскально нейтральним, тобто у разі його використання кошти мають бути повернуті банками. Однак, використання фонду врегулювання залежить, зокрема, від попереднього залучення акціонерів та інвесторів-кредиторів банку до відшкодування збитків постраждалими, окрім акціонерів, будуть переважно великі кредитори, які купили облігації банку і, таким чином, прийняли на себе певний ризик дефолту в обмін на відсотки. Дрібні вкладники, в певному сенсі також кредитори банку, не постраждають від списання зобов'язань банку. Їхні депозити покриваються в межах 100 000 євро в рамках загальноєвропейської системи гарантування вкладів, і в разі ліквідації банку вони будуть відшкодовані протягом 7 днів.

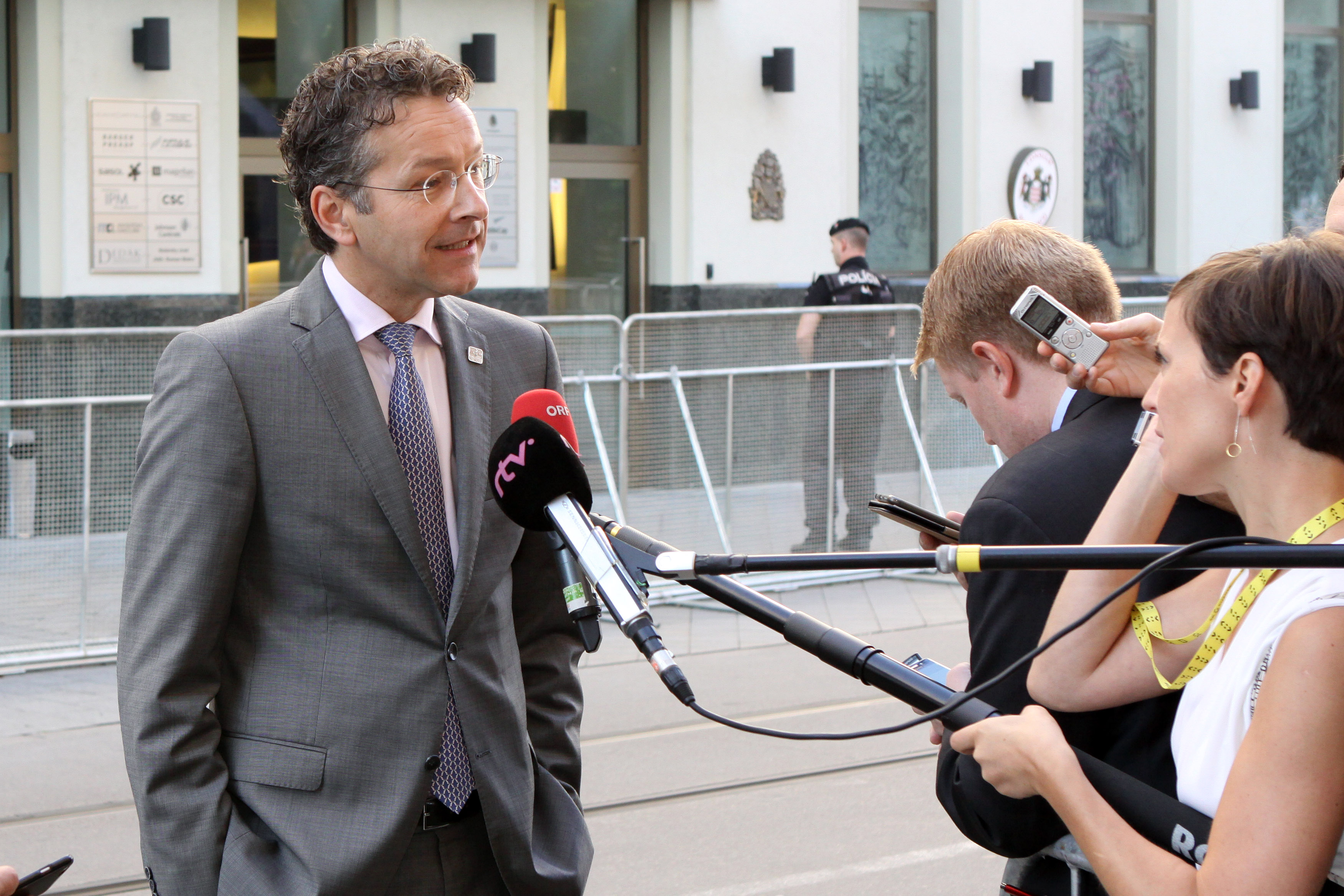
Єрун Дейсселблум, колишній міністр фінансів Нідерландів, а також тодішній голова Єврогрупи, органу, який був дуже активним під час подолання кризи євро.

Однак, в ідеалі, врегулювання кризових ситуацій у фінансових установах слід уникати. Саме тому Банківський союз запровадив централізований нагляд за найбільшими банками єврозони з боку Європейського центрального банку з 4 листопада 2014 року. ЄЦБ, здійснюючи системний нагляд, має виявляти потенційні проблеми в банківському секторі на ранніх стадіях і вживати до банків відповідні заходи. ЄЦБ також наглядає за дотриманням банками чинних правил. Національні наглядові органи продовжують здійснювати контроль лише над невеликими, системно незначущими банками. Це відбувається за умови, що суспільство не має безпосереднього інтересу у вирішенні їхніх проблем, такі банки не становлять загрози для фінансової стабільності загалом і в разі виникнення кризи їх буде передано до національної процедури неплатоспроможності. Країни, які запровадили такий наглядовий дуалізм, також стверджують, що національні наглядові органи краще знають місцеву специфіку та бізнес-моделі, а отже, можуть здійснювати нагляд за ними більш ефективно. Однак навіть за ці невеликі банки ЄЦБ несе повну відповідальність і тому має право за необхідності взяти на себе прямий нагляд за будь-якою невеликою кредитною установою в банківському союзі.
Всі ці механізми мають бути доповнені європейською системою страхування депозитів (EDIS), тобто загальним гарантуванням вкладів фізичних осіб до повної суми (до 100 000 євро) та їх поверненням клієнтам протягом 7 днів, якщо банк стає неплатоспроможним і ліквідується. Ця система поки що є лише децентралізованою в Європі. Очікується, що спільний механізм сприятиме подальшому зміцненню довіри клієнтів до банківської системи, забезпечуючи однаковий рівень захисту вкладників по всьому банківському союзу, незалежно від конкретного місцезнаходження. Таким чином, у майбутньому вкладники не будуть наражатися на негативні наслідки більших локальних криз, для яких національні фонди не мають достатніх ресурсів. Водночас, небезпечна петля між державою та банками на її території (і їх потенціал занурювати один одного в кризу) була б ще більше зменшена. Однак наразі немає політичного консенсусу щодо остаточного вигляду цього механізму, не кажучи вже про його запуск. Противники ЄСВС ставлять його запровадження в залежність від подальшого зниження ризиків у банківських секторах країн-учасниць, яке, на їхню думку, наразі є недостатнім і може спричинити моральні ризики. Таким чином, доля механізму залишається невизначеною.

## Єдиний антикризовий штаб
Єдиний комітет з врегулювання криз є органом для врегулювання великих і міжнародних криз в рамках банківського союзу. Місія комітету полягає у забезпеченні впорядкованого врегулювання неплатоспроможності банків з мінімальним впливом на реальну економіку та державні фінанси країн-учасниць єврозони. Перелік банків, що підпадають під сферу компетенції єдиного комітету з врегулювання, публікується на його веб-сайті. Існує чотири основні інструменти врегулювання неплатоспроможності:
- Передача бізнесу - продаж частини або всіх активів, зобов'язань та/або акцій суб'єкта господарювання приватному покупцеві
- Брідж-банк - частина або всі активи, зобов'язання та/або акції передаються підконтрольній тимчасовій  юридичній особі (новоствореному банку)
- Відокремлення активів - активи передаються компанії з управління активами
- Рекапіталізація за рахунок внутрішніх джерел - капітал і зобов'язання в цьому випадку списуються і конвертуються, що лягає по більшій мірі на акціонерів і кредиторів, а не на громадськість

### Зовнішні посилання
- Бернд Ріґерт, Олена Перепадя: www.dw.com - Банківський союз (2014) (українською)
- Банківський союз на сайті Ради ЄС (англійською)
- Єдиний механізм врегулювання (англійською)